# Marilou Berry
Pour les articles homonymes, voir Berry (homonymie).
Marilou Berry est une actrice et réalisatrice française, née le 1er février 1983 dans le 13e arrondissement de Paris.

## Biographie

### Jeunesse et formation
Marilou Berry naît le 1er février 1983 dans le 13e arrondissement de Paris. Elle est la fille de l'actrice et réalisatrice Josiane Balasko (née Balašković) et du sculpteur Philippe Berry (né Benguigui),. Ses parents se sont mariés en 1982 et se sont séparés 17 ans plus tard, en 1999. Elle est la nièce de l'acteur Richard Berry et la cousine de la comédienne Joséphine Berry. Elle a un frère, Rudy, né en 1988.
Elle rejoint l'École internationale bilingue et le lycée Condorcet et fait sa première apparition à l'écran à l'âge de 8 ans dans Ma vie est un enfer, une comédie réalisée par sa mère et dans laquelle elle joue avec son oncle Richard Berry. À 16 ans, elle dit à sa mère avec détermination : « je veux être actrice ». En plus de son désir du cinéma, elle est peu intéressée par les études, ce qui l'amène à quitter le lycée en seconde, pour s'inscrire au conservatoire du VIIe arrondissement de Paris. Par la suite, elle enchaîne les stages sur les plateaux de tournage.

### Débuts et révélation critique (2004-2009)
Marilou Berry s'impose comme l'une des révélations de l'année 2004, grâce à deux rôles d'adolescente ronde et complexée, trouvant leur salut dans la musique : Hannah, enfant de la banlieue parisienne, féministe avant l'heure et virtuose de la contrebasse, dans La Première fois que j'ai eu 20 ans, puis Lolita, jeune fille en mal de reconnaissance, écrasée par la notoriété de son père auteur, et férue d'art lyrique, dans Comme une image. Sa performance lui vaut une nomination pour le César du meilleur espoir féminin en 2004 et d'être récompensée d'une Étoile d'or de la révélation féminine 2005.
En 2006, elle passe au théâtre pour la pièce Toc toc, de Laurent Baffie, qui lui vaut le Molière de la révélation théâtrale. Au cinéma, elle fait partie des larges distributions des comédies populaires Il était une fois dans l'oued et Nos jours heureux.
Les années suivantes, deux actrices passées à la réalisation lui confient un second rôle : en 2007, Sophie Marceau la dirige pour le polar La Disparue de Deauville, et en 2008, sa propre mère, Josiane Balasko, pour le drame Cliente.
Mais à la fin de l'année, elle tient surtout son premier rôle avec la comédie noire Vilaine, réalisée par Jean-Patrick Benes et Allan Mauduit. Elle y joue le rôle de Mélanie, une fille trop gentille et au physique peu avantageux, qui travaille en tant qu'employée dans une station-service. Sa prestation lui vaut une nomination au César du meilleur espoir féminin aux Césars 2009.

### Comédies populaires (depuis 2010)

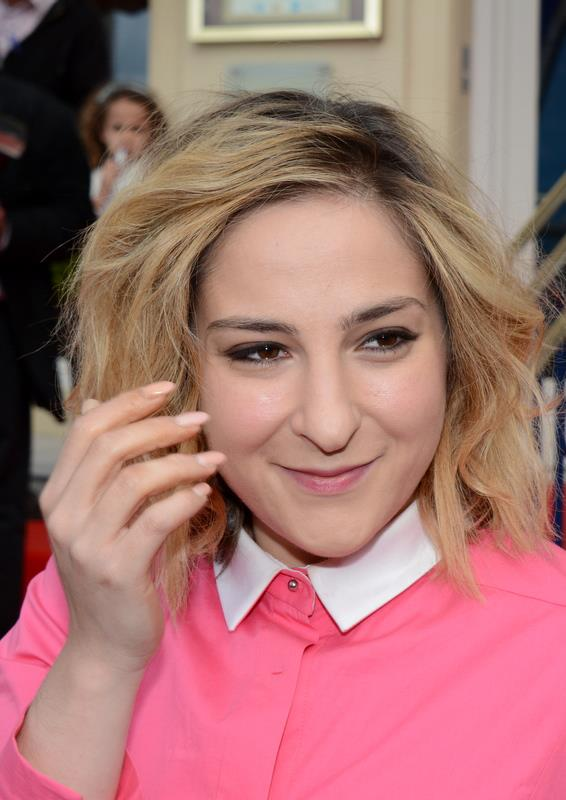
L'actrice au Festival du film de Cabourg, en 2013, pour Les Reines du ring

En 2010, elle joue dans le court-métrage La Chair de ma chair, de Mallory Grolleau. Et en 2011, elle fait partie de la distribution chorale de la comédie populaire La Croisière, de Pascale Pouzadoux.
Mais en 2013, elle revient avec deux projets plus exposés : en juillet, elle fait partie du quatuor de femmes réunies pour la comédie Les Reines du ring de Jean-Marc Rudnicki, aux côtés de Nathalie Baye, Audrey Fleurot et Corinne Masiero. Et en juin, elle est l'unique tête d'affiche de Joséphine, écrite et réalisée par Agnès Obadia. Dans cette adaptation de la bande dessinée éponyme créée par Pénélope Bagieu, elle joue une trentenaire qui cherche l'amour.
Dès 2014, elle enchaîne avec le tournage de la suite, Joséphine s'arrondit, pour laquelle elle passe aussi à la réalisation, à la place de Agnès Obadia. Le film sort en février 2016.
Entre-temps, en 2015, elle apparaît dans la comédie de mœurs Valentin Valentin, de Pascal Thomas. Elle tient également un second rôle dans la comédie romantique Sous le même toit, réalisée par Dominique Farrugia et sortie en avril 2017.
La même année, elle est la vedette de la comédie parodique Les Nouvelles Aventures de Cendrillon, de Lionel Steketee. Elle y donne la réplique à sa mère, Josiane Balasko.
En 2020, elle rejoint le casting de la série Munch sur TF1 avec Isabelle Nanty et Lucien Jean-Baptiste.

### Vie privée
De 2013 à 2017, Marilou Berry est la compagne du chef d'entreprise Arnaud Schneider. Depuis 2017, elle est en couple avec un artiste de rue, Alexis, dit « Le Diamantaire ». En 2018, elle donne naissance à un garçon prénommé Andy.
Son père, Philippe Berry, meurt subitement le 5 septembre 2019 à l'âge de 63 ans.

## Filmographie

### Actrice

#### Cinéma
- 1991 : Ma vie est un enfer de Josiane Balasko : la petite fille de la salle d'attente du dentiste
- 2004 : Comme une image d'Agnès Jaoui : Lolita Cassard
- 2004 : La Première Fois que j'ai eu 20 ans de Lorraine Lévy : Hannah Goldman
- 2005 : La Boîte noire de Richard Berry : réceptionniste à l'hôpital
- 2006 : On ne devrait pas exister de HPG : Marilou
- 2006 : Il était une fois dans l'oued de Djamel Bensalah : Nadège
- 2006 : Nos jours heureux d'Éric Toledano : Nadine, une monitrice
- 2007 : La Disparue de Deauville de Sophie Marceau : Fred
- 2008 : Cliente de Josiane Balasko : Karine, la belle-sœur de Marco
- 2008 : Vilaine de Jean-Patrick Benes et Allan Mauduit : Mélanie
- 2010 : La chair de ma chair (CM) de Mallory Grolleau : Charlotte
- 2011 : La Croisière de Pascale Pouzadoux : Alix
- 2011 : Beur sur la ville de Djamel Bensalah : la femme à la dent cassée
- 2013 : Les Reines du ring de Jean-Marc Rudnicki : Rose
- 2013 : Joséphine d'Agnès Obadia : Joséphine[11]
- 2014 : Valentin Valentin de Pascal Thomas : Élodie
- 2016 : Joséphine s'arrondit d'elle-même : Joséphine
- 2017 : Sous le même toit de Dominique Farrugia : Mélissa
- 2017 : Les Nouvelles Aventures de Cendrillon de Lionel Steketee : Cendrillon
- 2018 : L'école est finie d'Anne Depétrini : Diane
- 2019 : Quand on crie au loup d'elle-même : Romane
- 2021 : Mes très chers enfants d'Alexandra Leclère : Sandrine
- 2025 : Doux Jésus de Frédéric Quiring : Sœur Lucie

#### Télévision
- 2006 : La Volière aux enfants d'Olivier Guignard : Marie Carpantier
- 2007 : Belleville Tour de Zakia Bouchaala et Ahmed Bouchaala : Capucine
- 2011 : Chez Maupassant : Boule de suif de Philippe Bérenger : Élisabeth Rousset dite « Boule de suif »
- 2011 : La Pire semaine de ma vie de Frédéric Auburtin : Carla
- 2012 : Merlin de Stéphane Kappes : Morgane
- 2016 : Accusé (saison 2, épisode L'histoire de Chloé) : Chloé
- 2017 : Mystère Place Vendôme de Renaud Bertrand : Jeanne Vasseur
- 2020 : Munch (saison 3) : Blanche Braque, avocate
- 2021 – 2023 : Je te promets (série télévisée) d'Arnaud Sélignac et Renaud Bertrand : Maud
- 2021 : Mon ange (mini-série) d'Arnauld Mercadier : Gabrielle Varan
- Depuis 2022 : Marianne (mini-série) d'Alexandre Charlot, Franck Magnier et Myriam Vinocour : juge d’instruction Marianne Vauban

#### Doublage
- 2015 : Vice versa : Tristesse[n 1]
- 2024 : Vice-versa 2 : Tristesse[15],[n 1]
- 2024 : Rêves Productions (en) : Tristesse[n 1] (mini-série)

### Réalisatrice
- 2016 : Joséphine s'arrondit
- 2019 : Quand on crie au loup

## Théâtre
- 2004 : Les Monologues du vagin d'Ève Ensler, avec Dani et Rachida Brakni
- 2005-2006 : Toc toc de Laurent Baffie
- 2009 : Tout le monde aime Juliette de et mise en scène Josiane Balasko, théâtre du Splendid Saint-Martin
- 2011 : L'Amour, la mort, les fringues de Danièle Thompson, théâtre Marigny

## Distinctions
- 2005 : Étoile d'or de la révélation féminine, pour Comme une image
- Molières 2006 : Molière de la révélation théâtrale pour Toc toc de Laurent Baffie
- César du meilleur espoir féminin 2009 (nomination) pour Vilaine de Jean-Patrick Benes et Allan Mauduit.